# Курт Гофман
Курт Бертран Пауль Гофман (нім. Kurt Bertrand Paul Hoffmann; 12 листопада 1910, Фрайбург-ім-Брайсгау, Баден-Вюртемберг, Німеччина — 25 червня 2001, Мюнхен, Баварія, Німеччина) — німецький кінорежисер, сценарист, продюсер.

## Біографія
Народився сім'ї відомого кінооператора Карла Гофмана. З дитинства ввібрав атмосферу кіно, бо виховувався в павільйонах студії УФА. Проблеми вибору професії не мав. Спочатку став асистентом режисера у Еріха Хареля, Роберта Сьодмака, Рейнгольда Шюнцеля та інших. 1939 року дебютує у великому кіно («Рай холостяків»). У його ранніх фільмах знімався Хайнц Рюман. У 1944 році був призваний до армії, на Західний фронт, але незабаром потрапив у полон. Після звільнення повертається до професії, влаштовуючись у Мюнхені. Відомий переважно як комедіограф, який звертався найчастіше до німецької літературної класики. Зокрема автор трилогії про Шпессарта. Зіркою його пізніх фільмів по праву вважається Лізелотта Пульвер. Закінчив свою кінематографічну кар'єру 1971 року, пішовши працювати на телебачення.

## Вибрана фільмографія
- 1966 — Лізелотта з Пфальцу